# Artur Hrairí Petrossian
|  | Per a altres significats, vegeu «Artur Beniaminí Petrossian». |

Artur Hrairí Petrossian és un exfutbolista armeni de la dècada de 1990 i entrenador.
Fou 70 cops internacional amb la selecció d'Armènia.
Pel que fa a clubs, defensà els colors de Shirak Gyumri, Maccabi Petah Tikva, FC Lokomotiv Nizhniy Novgorod, Young Boys Berna i FC Zürich.